# Vithuvad ångbåtsand
Vithuvad ångbåtsand (Tachyeres leucocephalus) är en fågel i familjen änder inom ordningen andfåglar.

## Utbredning
Fågeln förekommer i kustområden i Chubutprovinsen i Argentina, framförallt vid San Jorge Gulf i södra Chubut. Tillfälligt har den setts från Valdeshalvön till Beaglekanalen.

## Status
IUCN kategoriserar arten som sårbar.